# Amy Dickson
Pour les articles homonymes, voir Dickson.
Amy Dickson, née en 1982, est une saxophoniste classique australienne, installée à Londres. Elle a en particulier été élue « Breakthrough Artist of the Year » au Classic BRIT Awards en 2013.

## Discographie
- Smile : Œuvres de Rachmaninov, Fauré, Elgar, Bozza, Finzi, Pärt, Piazzolla, Ginastera… - Amy Dickson, saxophone ; Catherine Milledge, piano (29 septembre-2 octobre 2007, Sony) (OCLC 1052714828)
- Amy Dickson : Philip Glass (Concerto pour violon, arr. Dickson), John Tavener (The protecting veil, arr. Dickson) et Michael Nyman (Where the bee dances) - Amy Dickson, saxophone soprano ; Royal Philharmonic Orchestra, dir. Mikel Toms (29-30 mai 2008, RCA) (OCLC 442812524)
- Dusk & Dawn : Œuvres de Fauré, Jerome Kern, Tom Waits, Rota, Piazzolla, Debussy… (2013, Sony) (OCLC 862199127)
- Catch Me If You Can : John Williams (Escapades) ; Michael Kamen ; Mark Knopfler (Local hero) (2013, ABC 481 0118) (OCLC 829929933)
- A Summer Place (2014, Sony) (OCLC 937056585)
- Island songs : Peter Sculthorpe (Island Songs. Song of home ; Lament and yearning) ; Brett Dean (The Siduri dances) ; Ross Edwards (Full moon dances concerto pour saxophone) - Amy Dixon, saxophone soprano et alto ; Sydney Symphony Orchestra, dir. Benjamin Northey et Miguel Harth-Bedoya (5-6/8 octobre 2012/29-30 novembre 2013, ABC) (OCLC 910087718)
- Glass : Sonate pour violon et piano (arr. Dickson) ; Morning passages, Escape! (extr. de The Hours) ; Concerto pour violin (arr. Dickson) - Catherine Milledge, piano ; Royal Philharmonic Orchestra, dir. Mikel Toms (20-21 novembre 2016, Sony) (OCLC 981942681)
- In Circule : Concerto de James McMillan* ; Ralph Vaughan Williams (Six Studies in English Folk-Song), William Barton (Kalkadunga Yurdu) et autres pièces de Falla, Peter Sculthorpe, etc. (10-13 juin/18 août 2018*, Sony) (OCLC 1099575449)